# Miguel Ángel Ruiz (calciatore argentino)
Miguel Ángel Ruiz (La Banda, 1º ottobre 1934) è un ex calciatore argentino, di ruolo attaccante.

## Carriera

### Club
Ha sempre giocato nel campionato argentino.

### Nazionale
Ha collezionato 5 presenze con la maglia della Nazionale, tutte nel 1959.